# Вулиця Наливайка (Львів)
Вулиця На́ливайка — вулиця у Галицькому районі міста Львова, у межах історичного центру міста. Сполучає вулицю Гнатюка з вулицею Городоцькою. Прилучаються вулиці Тиктора, Кавова.

## Назва
- 1825 — 1871 роки — вулиця Фляйшгауер Ґассе[8].
- 1871 — листопад 1941 роки —  вулиця Різницька (пол. Rzeźnicka / Жезьніцка)[9], назва походить від тодішніх численних закладів різників м'яса[10].
- листопад 1941 — липень 1944 роки — Шляхтґофштрассе[9].
- липень 1944 — 1950 роки — вулиця Різницька[11].
- сучасна назва — вулиця Северина Наливайка від 1950 року, на честь керівника антипольського селянсько-козацького повстання 1594—1596 років Северина Наливайка[12][13].

## Забудова
Форма нинішньої вулиці Наливайка була сформована старим руслом річки Полтва. Нове русло головної львівської річки було скероване у оборонний рів західного прясла укріплень до теперішньої площі Міцкевича, але старе русло продовжувало функціонувати та виконувало функцію регулювання потужності стоку. До XVIII століття з оборонних міркувань в передмістях Львова було заборонене муроване будівництво. Кам'яні будинки почали з'являтися лише наприкінці XVIII століття, коли ці заборони втратили актуальність. До 1844 року квартал було повністю забудовано.
В архітектурному ансамблі вулиці Наливайка переважають класицизм, віденська сецесія та історизм. Декілька будинків внесено до Реєстру пам'яток архітектури місцевого значення.

### З непарного боку вулиці
№ 3 — на початку XX століття в будинку мешкав будівничий Адольф Гроссфельд. У міжвоєнний період у будинку містилися ювелірний магазин Льова та крамниця дамського одягу Гафтки, нині тут туристична агенція, продаж авіаквитків та студія відпочинку та розваг «Маріте».
№ 5 — колишній будинок кагалу (єврейської релігійної громади), споруджений у 1834 році у стилі класицизму на замовлення Мозеса Катца. У другій половині XIX — на початку XX століть в будинку містилися: секретаріат та каса кагалу, ритуальна лазня — міква (первісно виконана у 1884 році за проєктом архітектора Альфреда Каменобродського), шхита, філія шпиталю, бібліотека. Кагальна бібліотека заснована тут у 1900 році, у 1901—1915 роках містилася в будинку на вулиці Святого Станіслава, 5 (нинішня вулиця Тиктора). Нова споруди мікви збудована у 1922 році за проєктом архітектора Леопольда Райса та перебудована у 1932 році за проєктом архітектора Фердинанда Касслера. 1937 року міський комітет піклування над єврейськими сиротами облаштував у цьому будинку окреме приміщення для перебування, побуту та відпочинку для понад шістдесятьох дітей шкільного віку. У другій половині XIX століття в будинку містилася майстерня каменярського майстра Франца Щудловського (1818—1891), який свого часу навчався у майстерні Антона Шімзера. На початку XX століття власником будинку був Лейзор Лібер, у 1935 році — Зілбер Нахман, у 1939 році — Арон Поповцер. Нині на першому поверсі будинку містяться Ювелірна майстерня «Красуня» та редакція газети Львівська пошта.
№ 7 — на початку XX століття власником будинку був Леон Чиш. На той час в будинку мешкали Леон Швеллер, власник готелю «Варшавський», що на площі Бернардинській, 5 (нині — площа Соборна) та виробник інструментів Францішек Сватонь. У міжвоєнний період в будинку містився готель «Континенталь—Грубер», ресторан Ґоттліба та магазин шовкових тканин Айзенштайна, нині тут агенція нерухомості «Стандарт Плюс».
№ 9, 11 — триповерхові житлові будинки, споруджені 1907 року архітектурною фірмою Івана Левинського за проєктом архітектора Тадея Обмінського у стилі віденської сецесії на замовлення виноторговця Якуба-Самуеля та його дружини Хани-Пайї Гюбель як прибуткові будинки. Фасад прикрашений фризами з майолікової плитки на тему природи. В будинку № 9 містилася перша єврейська народна кухня для бідних, незалежно від віросповідання. З 1908 року в будинку під № 11 розташовувалися канцелярія львівського рабинату, сіоністського напряму, школа вивчення івриту (керівник Ісаак Евен) та товариство популяризації рабіністичних штундій «Марбіцай Тора». На внутрішньому подвір'ї будинку у 1913 році була зведена синагога «Олескер Клаус». У 1935 році власником будинку залишався Якуб-Самуель Гюбель, а 1939 року — будинки вже у власності спадкоємців Якуб-Самуель, а саме Ігнація Гюбеля (йому належав повністю будинок № 9, та два поверхи будинку № 11, а ще один поверх перебував у власності Дебори Мермельштейн). Нині на першому поверсі міститься стоматологічна клініка «Перлина». 5 жовтня 2018 року виконавчий комітет Львівської міської ради затвердив містобудівні умови та обмеження на реставрацію Ярославі Гавриляк з переплануванням квартири № 6 у будинку № 11 під заклад громадського харчування з відновленням дверного прорізу на місці віконного отвору. Згодом тут відкрився ресторан східної локшини «Рамен Мо». Будинки внесені до Реєстру пам'яток архітектури місцевого значення під охоронними №№ 1353-м та 1354-м.
№ 15 — на початку XX століття власником будинку був Мендель Ауербах. В будинку містилося товариство фермерів Львівської округи (керівник Натан Ґінсберг). В будинку у міжвоєнний період містився готель Мюнцера «Юніон», нині тут майстерня «Мармур, граніт».
№ 17 — триповерховий житловий будинок, на розі з вулицею Городоцькою, споруджений у 1869 році за проєктом архітектора-будівничого Йогана Міхеля в стилі неоренесанс на замовлення Абрагама-Юзефа Мадфеса; у 1889—1916 роках кам'яниця перебувала у власності родини Рогатинів. Тут були помешкання та приймальні покої рабинів, товариство «Ізраеліт» (пол. «Izraelit-Verein»), а також синагога. У 1920—1939 роках будинок належав Вольфу та Деборі Мермельштейнам. В наріжнику будинку у міжвоєнний період працювали магазин колоніальних товарів та магазин тканин Гутмана, нині тут міститься магазин «Комп'ютерний всесвіт».

### З парного боку вулиці
№ 4 — триповерховий будинок споруджений у другій половині XIX століття на розі теперішніх вулиць Гнатюка та Наливайка, до якого 1874 року надбудовується четвертий поверх. У 1914 році тодішні власники будинку, Ян та Вінсент Розвадовські, мали намір реконструювати його та провели архітектурний конкурс. Розглядалися два варіанти. Львівський архітектор Тадеуш Мокловський підготував проєкт реконструкції існуючого будинку, але було вирішено реалізовувати інший проєкт віденських архітекторів братів Шьон. Вони пропонували знести існуючу будівлю, а на її місті збудувати новий шестиповерховий будинок у стилі модерн. Висота стін мала становити 22 метри і ще на 10 метрів піднімався дах з мансардним поверхом. У квітні 1914 року від міської влади було отримано дозвіл на демонтаж будинку і ще до початку першої світової війни він був повністю розібраний. Відтоді ділянка стояла практично порожньою. Згодом на ній з'явився невеликий сквер та одноповерхові господарські споруди. Нині цієї адреси не існує. Ідея забудувати цю ділянку відродилася 2008 року. На місці скверу у 2012—2014 роках будівельна компанія «Інтеграл Буд» спорудила сучасний багатофункціональний офісний комплекс класу А «RIUS», що має адресу: вулиця Гнатюка, 12-А.
№ 6 — будинок споруджений 1912 року за проєктом архітектора Юзефа Авіна у стилі геометричного модерну для Владислава Жільбера на місці знесеного невеликого двоповерхового будинку Регіни Доннер, який походив з 1830-х років. Рельєфи на балконних балюстрадах виконав Зиґмунт Курчинський. Реконструктивні зміни фасаду будинку від вулиці Святого Станіслава (нині — вулиця Тиктора) виконані за проєктом архітектора Владислава Шпетмана у 1926 році. До 1916 року в будинку функціював готель Сауля Ґрюнберґа. 1935 року на замовлення нової власниці будинку Бетті Браунер проводять реконструкцію споруди під готель «Сплендіт». Цього ж року малярські роботи виконала львівська фірма З. Кальтмана, інсталяції водопроводу та каналізації — львівська фірма «Консервації». Після 1945 року — готель для офіцерів «Прикарпатський». Від 2002 року в будинку міститься відділення АТ «Кредобанк». Будинок внесений до Реєстру пам'яток архітектури місцевого значення під охоронним № 1004-м.
№ 12 — на початку XX століття в будинку містилися пральня Адольфа Ахта, ресторан Германа Карміна, молочарня Маркуса Рубеля, готель М. Швайлера. Нині тут містяться салон преміум-мережі тайських спа «Вай Тай», львівська філія міжнародної молодіжної організації «YMCA» та крамниця авторського одягу Л. Чайковської.
№ 14 — на початку XX століття власником будинку був Якуб Блюменгартен. В будинку у міжвоєнний період працювали магазини меблів Ґрюнера та шовкових товарів Мауера. Нині тут крамниця «Джинси» та сервісний центр «Росан-Сервіс».
№ 16 — до 1912 року на цьому місці стояв давній одноповерховий будинок, критий ґонтом, в якому була гуртівня гіпсу та цементу фірми «Юзеф Франц і сини». У 1913 році цей будиночок розібрали, і на його місці за проєктом архітектора Станіслава Удейського був споруджений новий чотириповерховий будинок, оздоблений скульптурними профілями, де й надалі містилися бюро та склад фабрики гіпсу «Юзеф Франц і сини». Нині тут містяться крамниця фототоварів «Цифровичок», крамниця фабричного взуття «Тібет».
№ 18 — на початку XX століття в будинку працював заклад інсталяції газового освітлення, парового опалення, водогонів, пристосувань санітарних та каналізації Ноймана Зіттера. Нині в будинку містяться апарт-готель «Британський клуб», мистецька галерея Гері Боумена та продуктова крамниця мережі «Близенько». Будинок внесений до Реєстру пам'яток архітектури місцевого значення під охоронним № 1355-м.
№ 20 — будинок, що на розі з вулицею вул. Городоцькою, збудований у 1914 році за проєктом Тадеуша Гартля, що працював в архітектурному бюро Адольфа Піллера . В будинку у міжвоєнний період був склад та магазин текстильних товарів Ерліха, а також фабрика парасоль та ціпків Гевюрця. За радянських часів на другому поверсі містилася швейна фабрика ВО «Маяк», нині — ТДВ «Львівська швейна фабрика». На початку 2010-х років на першому поверсі містився магазин побутової техніки «Технолюкс», нині тут містяться магазин дитячого одягу «Wojcik», взуттєвий магазин мережі «Злата».

## Відомі мешканці
В будинку на вулиці Різницькій, 11 (нинішня вулиця Наливайка) мешкав Іцхак Шмелькес, видатний галицький вчений, львівський рабин (1827—1905). Його похорон 1905 року був найлюднішим в історії Львова. Зятем Шмелькеса був Натан Левін (1857—1926), галицький вчений, знавець галахи, єврейського цивільного та карного права.